# 제2회 서울국제사랑영화제
제2회 서울국제사랑영화제는 2004년 9월 6일에 열린 시상식이다.

## 수상 및 후보

### 대상
- 길 위에 연. 날다 - 김영준 수상

### 관객상
- 언덕 밑 세상 - 서유민 수상

### 애니메이션 초청 부문
- The Chinese Violin - 조창
- From Far away - 쉬라 아브니
- The friend of Kwan ming - 크리스틴 앰버 탕
- Lights for Gita - 마이클 포
- Roses sing on new snow - 얀장
- 크리스토퍼, 제발 니 방 좀 치워 줘 - 빈센트 고티어
- Christopher changes his name - 시리아 사바두고
- The magic of Anansi - 제이미 맨슨
- 검은 영혼 - 마틴 샤트란
- 어린 예술가 - 미쉘 크누아
- Trade - 키리트 쿠라나
- Fair Phyllis - 베스 포트먼
- 우리 할머니는 왕의 셔츠를 다리셨다. - 토릴 커브
- The Street - 캐롤라인 리프

### 특별기획전
- 천국의 야생화 - 김우현
- 팔복-마음이 가난한 자는 복이 있나니.. - 김우현
- 안녕, 사막 - 김우현

### 기독교영화비평공모전
- 엄마... - 류미례
- 거북이 시스터즈 - 이영
- 그리고 그 후 - 이호섭
- 시리즈

### 국제 단편 경쟁
- 동행 - 김택수 외1명
- 울타리 넓히기 - 황선희
- 우리집 - 지영균
- 소원 - 한승환
- 당신을 초대하고 싶습니다 - 김아영
- 길 - 정민영
- 가장 시원하게 - 권용숙
- 잘돼가? 무엇이든 - 이경미
- 달콤한 우화 - 방의석
- 산만한 제국 - 윤성호
- 견딜 수 없는 것 - 민제휘
- 빵과 우유 - 원신연
- 트라이앵글 메모리즈 - 최원석
- 자전거 경주 - 박은교
- 눈 안의 세계 - 유정연
- 영의 지점 - 정병목
- 차갑고 좁은 - 강규헌
- 히치하이킹 - 최진성